# یواس‌اس آروستوک (سی‌ام-۳)
یواس‌اس آروستوک (سی‌ام-۳) (به انگلیسی: USS Aroostook (CM-3)) یک کشتی بود که طول آن ۳۹۵ فوت (۱۲۰ متر) بود. این کشتی در سال ۱۹۰۷ ساخته شد.